# Stymbara concisa
Stymbara concisa är en tvåvingeart som först beskrevs av Walker 1864.  Stymbara concisa ingår i släktet Stymbara och familjen borrflugor. Inga underarter finns listade i Catalogue of Life.